# Acroctena lilacina
Acroctena lilacina är en fjärilsart som beskrevs av Sir George Hamilton Kenrick 1917. Acroctena lilacina ingår i släktet Acroctena och familjen tandspinnare. Inga underarter finns listade i Catalogue of Life.